# Psophocarpus tetragonolobus
Psophocarpus tetragonolobus, conosciuta anche come fagiolo alato o fagiolo di Goa, è una pianta appartenente alla famiglia delle Fabaceae.
Il fagiolo alato è ampiamente riconosciuto dai consumatori e dagli agricoltori dell'Asia meridionale e del Sud-est asiatico per la sua varietà di usi e la resistenza alle malattie. Il fagiolo alato è ricco di sostanze nutritive e tutte le parti della pianta sono commestibili. Le foglie possono essere consumate come gli spinaci, i fiori possono essere utilizzati nelle insalate, i tuberi possono essere consumati crudi o cotti e i semi possono essere utilizzati in modi simili alla soia. Il fagiolo alato è una specie sottoutilizzata ma ha il potenziale per diventare un’importante coltura alimentare multiuso nelle zone tropicali dell’Asia, dell’Africa e dell’America Latina.

## Descrizione

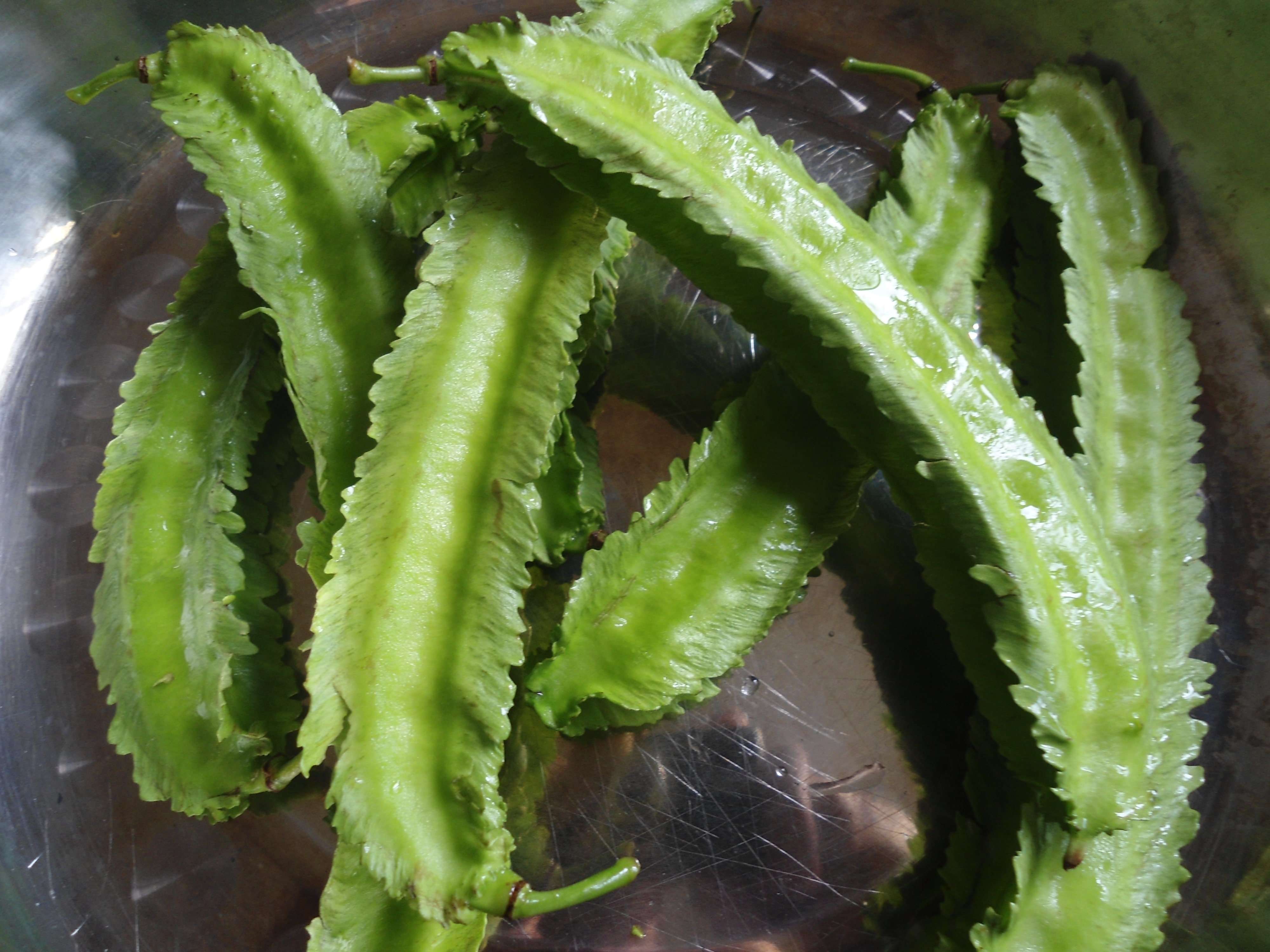
Fagioli alati

La pianta del fagiolo alato cresce come una vite con steli e foglie rampicanti fino a 3 – 4 m di altezza. È una pianta erbacea perenne, ma può essere coltivata come annuale. È generalmente più alta e notevolmente più grande del fagiolo comune. Le foglie possono essere lunghe fino a 15 cm e la loro forma varia da ovata a deltoide, ovato-lanceolata, o lanceolata. Anche il tono di verde delle foglie è variabile. Il gambo è comunemente verde, ma a volte è viola. Il grande fiore è di colore azzurro pallido.
Il baccello può essere liscio o ruvido, a seconda del genotipo ed è tipicamente lungo, con sezione trasversale rettangolare, (sebbene a volte appaia piatto), e presenta quattro ali con bordi increspati che corrono longitudinalmente. La buccia è cerosa e la polpa parzialmente traslucida nei baccelli giovani. Il colore dei baccelli può essere crema, verde, rosa o viola. Quando è completamente maturo, il baccello diventa di colore marrone cenere e si apre per rilasciare i semi (fagioli). La forma del seme è spesso rotonda ma si trovano anche semi ovali e rettangolari. I semi possono essere di colore bianco, crema o marrone, a seconda delle condizioni di crescita e conservazione. I fagioli stessi sono simili ai semi di soia sia nell'uso che nel contenuto nutrizionale (essendo costituiti dal 29,8% al 39% di proteine).

## Distribuzione e habitat
Molto probabilmente originaria della Nuova Guinea, la specie cresce in abbondanza nei paesi equatoriali caldi e umidi dell'Asia meridionale e sud-orientale, nonché nell'Africa tropicale. È ampiamente conosciuta nel sud-est asiatico e in Papua Nuova Guinea, ma coltivato solo su piccola scala.
Si trova di solito nelle aree aperte e nei vecchi giardini, meno nelle foreste.

## Coltivazione
Il fagiolo alato è una pianta autoimpollinante, ma mutazioni e incroci occasionali possono produrre variazioni nella specie. Il pretrattamento dei fagioli alati non è richiesto nei climi tropicali, ma la scarificazione dei semi ha dimostrato di aumentare il tasso di germinazione delle piantine. L'ammollo dei semi può anche aumentare la velocità di germinazione, come è tipico, e può essere utilizzato insieme alla scarificazione. È stato riportato che le piantine in condizioni naturali di campo emergono tra cinque e sette giorni dalla semina.
Il fagiolo alato può crescere alla stessa velocità dei legumi comparabili, come la soia. Le piante fioriscono da 40 a 140 giorni dopo la semina. I baccelli raggiungono la loro lunghezza completa circa due settimane dopo l'impollinazione. Tre settimane dopo l'impollinazione, il baccello diventa fibroso; dopo sei settimane, i semi maturi sono pronti per il raccolto. Lo sviluppo dei tuberi e la produzione dei fiori variano a seconda del genotipo e dei fattori ambientali. Alcune varietà di fagioli alati non producono radici tuberose. Il fagiolo alato è una pianta tropicale e fiorisce solo quando la durata del giorno è inferiore a 12 ore, anche se è stato segnalato che alcune varietà restano indipendenti dalla durata del giorno. Tutte le varietà di fagioli alati crescono come rampicanti e necessitano di un supporto. Alcuni esempi di sistemi di supporto includono: muri esterni di case, capanne, edifici; sostegno da alberi perenni più grandi; picchetti posti nel terreno verticalmente; e strutture realizzate con pali e fili.
Poiché la crescita iniziale del fagiolo alato è lenta, è importante tenere i dintorni liberi da erbacce. La lenta crescita iniziale rende il fagiolo alato suscettibile alla competizione delle erbe infestanti nelle prime quattro-sei settimane di sviluppo.
Il fagiolo alato può essere coltivato senza aggiunta di fertilizzanti poiché la pianta ha un batterio sui noduli delle radici che fissa l'azoto e consente alla pianta di assorbire l'azoto.
Sebbene il fagiolo alato prosperi nella stagione calda e preferisce l'umidità, è adattabile. La capacità della pianta di crescere tra forti piogge la rende una candidata per le popolazioni dei tropici africani.
La produzione di fagioli alati è ottimale in climi umidi, ma la specie è suscettibile allo stress da umidità e al ristagno idrico. La temperatura di crescita ideale è 25 °C Temperature più basse inibiscono la germinazione e temperature estremamente elevate inibiscono la resa.
Anche variazioni moderate nel clima di coltivazione possono influenzare la resa. La coltivazione del fagiolo alato a temperature più basse può aumentare la produzione di tuberi. Il tasso di espansione delle foglie è invece maggiore in un clima più caldo. Per ottenere i massimi rendimenti, il terreno dovrebbe rimanere umido per tutto il ciclo di vita della pianta. Sebbene la pianta sia tropicale, può prosperare in un clima secco se irrigata. Se la pianta matura durante la parte più secca della stagione di crescita, i rendimenti saranno più elevati.
Il fagiolo alato è un'efficace coltura di copertura; piantandolo uniformemente sul terreno si sopprime la crescita delle erbe infestanti. Come coltura ristoratrice, il fagiolo alato può arricchire di azoto il terreno povero di nutrienti quando viene sovesciato.

## Usi

### Cucina

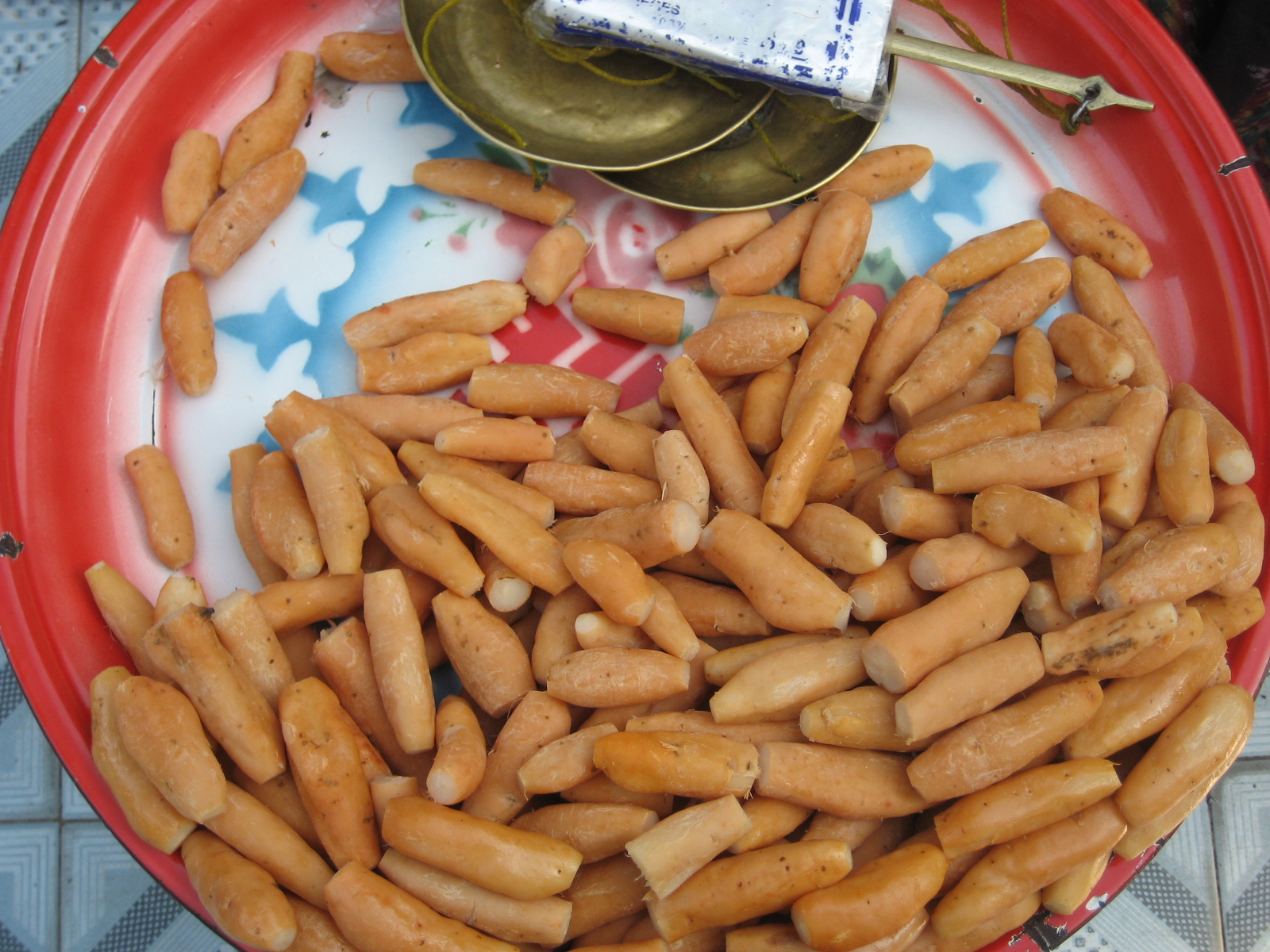
Radici lesse di fagiolo alato

L'intera pianta del fagiolo alato è commestibile. Le foglie, i fiori, le radici e i baccelli dei fagioli possono essere consumati crudi o cotti; i baccelli sono commestibili anche crudi e acerbi. I semi sono commestibili dopo la cottura. Ognuna di queste parti contiene vitamina A, vitamina C, calcio e ferro, tra gli altri nutrienti. I baccelli teneri, che sono la parte più consumata della pianta, sono migliori se mangiati prima che superino 2,5 cm di lunghezza. Sono pronti per il raccolto entro tre mesi dalla semina. I fiori vengono utilizzati per colorare il riso e la pasticceria. Le foglie giovani possono essere raccolte e preparatein modo simile agli spinaci. Le radici tuberose sono ricche di sostanze nutritive, e sono costituite per circa il 20% da proteine, contenendo più proteine di molti altri ortaggi a radice. Anche le foglie e i fiori sono ricchi di proteine (10-15%).
I semi contengono circa il 35% di proteine e il 18% di grassi. Richiedono una cottura da due a tre ore per distruggere gli inibitori della tripsina e le emoagglutinine che inibiscono la digestione. Possono essere consumati essiccati o arrostiti. I semi essiccati e macinati producono una farina utile e possono essere preparati per preparare una bevanda simile al caffè .
I fagioli sono ricchi non solo di proteine, ma anche di tocoferoli (antiossidanti che facilitano l'utilizzo della vitamina A nel corpo). Possono essere trasformati in latte se miscelati con acqua e un emulsionante. Il latte dei fagioli alati è simile al latte di soia, ma senza il sapore di fagioli. Il sapore dei fagioli crudi non è dissimile da quello degli asparagi.
I baccelli affumicati, i semi essiccati, i tuberi (cotti e crudi) e le foglie sono venduti nei mercati interni del sud-est e dell'Asia meridionale. I semi maturi possono raggiungere un prezzo elevato.

### Foraggio
Il fagiolo alato è una potenziale fonte di cibo per ruminanti, pollame, pesce e altro bestiame.
Per i mangimi commerciali per pesci, i fagioli alati sono una fonte proteica potenzialmente a basso costo. In Africa la farina di pesce è particolarmente scarsa e costosa. Il Clarias gariepinus, un pesce commestibile molto apprezzato in Africa, può essere nutrito con fagioli alati. Nella regione degli altipiani della Papua Nuova Guinea, dove prosperano i fagioli alati, le bucce vengono somministrate ai maiali domestici come integratore alimentare.